# Jan Luštinec
Jan Luštinec (* 30. května 1953, Jilemnice) je český historik, politik a emeritní ředitel Krkonošského muzea v Jilemnici.

## Životopis
Jan Luštinec vystudoval dějepis a český jazyk na Pedagogické fakultě v Hradci Králové, později muzeologii na Univerzitě Jana Evangelisty Purkyně v Brně. Přivydělával si jako průvodce v jilemnickém muzeu. Od roku 1977 vedl Krkonošské muzeum v Jilemnici. Během výkonu jeho funkce byl založen kroužek přátel lyžařské expozice a v roce 1983 byla otevřena první expozice zaměřená na lyžování v Krkonoších. Zároveň byla otevřena nová výstavní síň. Po sametové revoluci se mu povedlo uskutečnit plán rekonstrukce muzea a sousedícího pivovaru.
V roce 2010 kandidoval do zastupitelstva města Jilemnice jako nestraník za KDU-ČSL. Získal 936 hlasů a stal se zastupitelem a posléze i radním. Ve volbách 2014 mandát zastupitele jako jediný lidovec obhájil, stejně tak i ve volbách v roce 2018. V komunálních volbách v roce 2022 již nekandidoval.
V roce 2019 skončil ve funkci ředitele jilemnického muzea a nahradil jej David Ulrych. V listopadu 2022 získal hejtmanský dukát za celoživotní výkon v oboru historie a muzejnictví.

## Dílo
Jan Luštinec se zaměřuje zejména na regionální dějiny, zejména historii západních Krkonoš a jejich podhůří, historii města Jilemnice, dějiny českého lyžování a dílo Františka Kavána.